# Stygmergia
Stygmergia – niebezpośredni sposób porozumiewania się owadów społecznych poprzez zmiany środowiska, np. poprzez oznaczanie ścieżek poruszania się za pomocą feromonów. Dzięki stygmergii pozornie chaotyczne zachowania poszczególnych osobników prowadzą do tworzenia przez społeczność owadów zaawansowanych konstrukcji. Termin ten został użyty po raz pierwszy w 1959 r. przez francuskiego zoologa Pierre-Paula Grasségo.
Badania i obserwacja zachowań społeczności insektów znalazła swoje zastosowanie w matematyce. Na podstawie tej pośredniej formy komunikacji między owadami zostały opracowane niektóre algorytmy ewolucyjne, np. algorytm mrówkowy. Stosowane są w zadaniach optymalizacji dyskretnej na grafach, np. w rozwiązywaniu problemu komiwojażera (problem chińskiego listonosza) lub poszukiwaniu najkrótszej drogi w grafie.